# Kat Dior
Kat Dior (Los Ángeles, California; 16 de agosto de 1993) es una actriz pornográfica y modelo erótica estadounidense.

## Biografía
Aunque nacida en Los Ángeles, en el seno de una familia de ascendencia hispana, se crio en el distrito de Venice Beach. Fue criada por su abuela gran parte de sus primeros años, huyendo después del hogar y estando bajo cuidado del Estado en hogares de acogida antes de cumplir la mayoría de edad. Trabajó como estríper antes de debutar fugazmente como actriz pornográfica en 2013, cuando contaba 20 años de edad. Abandonó la industria ese mismo año por una relación sentimental con un hombre más mayor que ella, que la obligó a dejar la pornografía. Tras su ruptura, cerca de 2015, regresó de nuevo.
Como actriz, ha grabado para productoras como Hustler, Mile High, Girlfriends Films, Evil Angel, Elegant Angel, 3rd Degree, Digital Sin, Brazzers, Wicked, Reality Kings, Jules Jordan Video, Burning Angel, Digital Playground o Kink.com, entre otras.
En 2018 recibió sus primeras nominaciones en el circuito de la industria pornográfica, con una nominación en los Premios AVN a la Mejor actriz de reparto por su papel en Extradition. Por dicha película también recibió una nominación en los Premios XBIZ a la Mejor escena de sexo en película parodia. En los XBIZ, a su vez, recibió otras dos nominaciones en las categorías de Mejor actriz de reparto y Mejor escena de sexo en película lésbica por la película Bad Babes Inc..
Ha aparecido en más de 340 películas como actriz.
Algunas películas suyas son Anal Day 5, Bush 6, Evil Squirters 4, Finish In My Ass, Girls Next Door, Interracial Latina Massage, Moving Day, POV Pervert 16, Ready For Anal 2, Seduction Of Abella Danger o Squirt In My Gape 5.

## Premios y nominaciones
| Año  | Ceremonia         | Resultado | Premio                                    | Trabajo         |
| ---- | ----------------- | --------- | ----------------------------------------- | --------------- |
| 2013 | Sex Awards        | Nominada  | Hottest New Girl                          | —               |
| 2017 | Spank Bank Awards | Nominada  | Creampied Cutie of the Year               | —               |
| 2017 | Spank Bank Awards | Nominada  | Super Squirter of the Year                | —               |
| 2018 | Premios AVN       | Nominada  | Mejor actriz de reparto                   | Extradition     |
| 2018 | Spank Bank Awards | Nominada  | Born To Hand Job                          | —               |
| 2018 | Spank Bank Awards | Nominada  | Latina Starlet of the Year                | —               |
| 2018 | Premios XBIZ      | Nominada  | Mejor actriz de reparto                   | Bad Babes Inc.  |
| 2018 | Premios XBIZ      | Nominada  | Mejor escena de sexo en película parodia  | Extradition     |
| 2018 | Premios XBIZ      | Nominada  | Mejor escena de sexo en película lésbica  | Bad Babes Inc.  |
| 2019 | Premios AVN       | Nominada  | Mejor actriz de reparto                   | The Cursed XXX  |
| 2019 | Premios AVN       | Nominada  | Premio fan: Mejor sitio web de una actriz | ClubKatDior.com |